# Jean De Middeleer
 (novembre 2016).
Si vous disposez d'ouvrages ou d'articles de référence ou si vous connaissez des sites web de qualité traitant du thème abordé ici, merci de compléter l'article en donnant les références utiles à sa vérifiabilité et en les liant à la section « Notes et références ».
Jean De Middeleer, né le 24 février 1908 à Molenbeek-Saint-Jean et mort le 20 juin 1986 à Bruxelles, est un pianiste, compositeur, organiste, et chef d’orchestre belge.

## Biographie
Son père, ténor, se produisait dans les opéras de Gand et d'Anvers.
Après des études au Conservatoire royal de Bruxelles en 1922 et y obtient le premier prix de solfège et de piano en 1926, il étudie également à Paris avec Paul Gilson, avec Désiré Defauw l'orchestration et la direction d'orchestre, puis l'improvisation avec Marcel Dupré.
Jean De Middeleer a commencé sa carrière comme chanteur au théâtre royal de la Monnaie à Bruxelles et accompagnateur au Conservatoire Royal de Gand. En 1937, il devient professeur d'harmonie théorique au Conservatoire Royal de Bruxelles.
Entre 1939 et 1951, il n'est pas en Belgique, mais fait des tournées internationales de concerts avec un séjour de cinq ans au Kenya où il est directeur du conservatoire et chef d'orchestre symphonique. Il convient de mentionner l'interprétation de sa "Cantate de Nairobi" par 300 chanteurs et orchestre symphonique. Il a été spécialement composé pour le 50e anniversaire de la ville. A cette occasion, SAR le duc de Gloucester, oncle de la reine d'Angleterre, s'est personnellement rendu à Nairobi.
A son retour en Belgique, personne ne connaît le nom de De Middeleer et ses papiers de sortie du Conservatoire Royal de Bruxelles sont déclarés sans valeur. De Middeleer évoque cette période : « De retour en Belgique en congé du Conservatoire de Nairobi et avec un nouveau contrat de quatre ans en poche pour y prendre la relève en tant que directeur, je n'ai pas pu prendre la décision de revenir tourner. En tant que musicien et patriote tendre, trop tendre, j'ai baisé la terre à mon retour et j'ai crevé de faim dans mon propre pays mais je n'ai pas encore pu le quitter… »
De Middeleer a commencé comme professeur de solfège avec des enfants de 6 ans à l'Académie de Musique d'Etterbeek et a donné un cours pour adultes à l'Académie de Musique de Molenbeek-Saint-Jean. Après deux ans de travail acharné, De Middeleer devient professeur d'harmonie au Conservatoire royal de Bergen. Toujours en 1953, il obtient le poste vacant de directeur de l'Académie municipale de musique de Tirlemont. Là, il a développé avec succès l'académie, aux côtés d'un orchestre symphonique. Chaque année, De Middeleer compose une cantate pour la proclamation de « son » académie de musique.
Jean De Mideleer siégea dans le jury du Prix de Rome, en 1959, aux coté de René Barbier, René Defossez, Georges Lonque, Arthur Meulemans et Léon Torck, la présidence étant assurée par Léon Jongen.
En 1978 - De Middeleer a alors 70 ans - il prend sa retraite en tant que directeur. Tienen l'a célébré avec un concert hommage à la Sint-Germanuskerk avec un oratorio 'In Hoc Signo Vinces' composé par lui, sur un texte du sénateur honoraire Hendrik Delport, inspiré des vitraux de l'église susmentionnée, interprété par chœur et symphonique orchestre dirigé par Jean De Mediate et en présence, entre autres, de Rika De Backer, Ministre de la Culture néerlandaise. La même année, une monographie sur lui est également publiée par Gunnar Riebs et avec une préface de Willem Pelemans, président des Compositeurs belges. La présentation solennelle a eu lieu à l'hôtel de ville de Tirlemont en présence de nombreux politiciens et artistes de premier plan.